# Friederike Aust
Friederike Aust (geb. Sturm; * 10. Januar 1943 in Görlitz) ist eine deutsche Schauspielerin und Synchronsprecherin.

## Leben
Nach dem Studium an der Hochschule für Film und Fernsehen Potsdam-Babelsberg spielte sie von 1963 bis 1967 am Gerhart-Hauptmann-Theater Görlitz-Zittau. Im Jahr 1964 hatte sie ihr Leinwanddebüt – noch unter ihrem Geburtsnamen Friederike Sturm – im DEFA-Spielfilm Alaskafüchse. Für die Mitarbeit beim Deutschen Fernsehfunk (DFF) trennte sie sich im Jahr 1967 von ihrer Heimatstadt Görlitz und zog nach Ost-Berlin, wo sie neben dem Fernsehen auch für die DEFA und für den Rundfunk arbeitete. Bis Ende der 1980er-Jahre wirkte sie in einigen Polizeiruf-110-Folgen und mehrmals in der Fernsehreihe Der Staatsanwalt hat das Wort mit.
Neben ihrer Tätigkeit als Schauspielerin war Friederike Aust auch umfangreich als Synchronsprecherin aktiv und lieh dabei unter anderem Barbra Streisand, Gina Lollobrigida, Jana Brejchová, Carmen Sevilla und Rosemary Dunsmore ihre Stimme.
Sie war einige Jahre lang mit dem Schauspieler Peter Aust verheiratet.

## Filmografie
- 1964: Alaskafüchse
- 1968: An einem freien Samstag
- 1969: Die Dame aus Genua
- 1969: Der Staatsanwalt hat das Wort: Auf der Rennbahn (TV-Reihe)
- 1971: Die Braut Nadja
- 1971: Salut Germain (Fernsehserie, 2 Folgen)
- 1972: Polizeiruf 110: Die Maske (TV-Reihe)
- 1972: Das Haus hat viele Fenster
- 1972: Polizeiruf 110: Blütenstaub (TV-Reihe)
- 1972: Invasion
- 1973: Schüsse in Marienbad (Výstřely v Mariánských Lázních)
- 1974: Polizeiruf 110: Konzert für einen Außenseiter (TV-Reihe)
- 1974: Der Staatsanwalt hat das Wort: Moderner Diebstahl (TV-Reihe)
- 1974: Weimarer Pitaval (TV-Reihe, 1 Folge)
- 1974: Polizeiruf 110: Der Tod des Professors (TV-Reihe)
- 1975: Kriminalfälle ohne Beispiel: Mord im Märkischen Viertel (TV-Reihe)
- 1975: Heute ist Freitag
- 1976: Polizeiruf 110: Der Fensterstecher (TV-Reihe)
- 1976: Eine Chance für Manuela
- 1976: Der Staatsanwalt hat das Wort: Auf der Durchreise (TV-Reihe)
- 1976: Das unsichtbare Visier (Fernsehserie, 1 Folge)
- 1977: Zur See (Fernsehserie, Folge 2: Die Hochzeitsüberraschung)
- 1977: ...inklusive Totenschein
- 1977: El Cantor
- 1978: Der zweite Mann
- 1979: Ein Mädchen aus Schnee
- 1979: Abschied vom Frieden (TV-Mehrteiler)
- 1979: Schauspielereien (Fernsehserie, 1 Folge)
- 1980: Ungewöhnliche Entscheidung
- 1980: Die Drachenprinzessin
- 1981: Berühmte Ärzte der Charité (TV-Miniserie)
- 1982: Romanze mit Amélie
- 1982: Der Staatsanwalt hat das Wort: Hut-Beate (TV-Reihe)
- 1983: Chef der Gelehrsamkeit – Wilhelm von Humboldt
- 1986: Polizeiruf 110: Gier (TV-Reihe)
- 1986: Offiziere
- 1986: Polizeiruf 110: Kein Tag ist wie der andere (TV-Reihe)
- 1986: Ferienheim Bergkristall: Das ist ja zum Kinderkriegen (TV-Reihe)
- 1987: Bebel und Bismarck (TV-Dreiteiler)
- 1988: Zahn um Zahn (Fernsehserie, 2 Folgen)
- 1989: Die Beteiligten

## Hörspiele
- 1979: Brigitte Martin: Ermutigung 79 (Mutter) – Regie: Hannelore Solter (Hörspiel – Rundfunk der DDR)
- 1980: Barbara Neuhaus: Sein einziger Brief – Regie: Ingeborg Medschinski (Hörspiel – Rundfunk der DDR)
- 1980: Alfred Matusche: An beiden Ufern (Die blinde Duscha) – Regie: Peter Groeger (Hörspiel – Rundfunk der DDR)
- 1981: Günter Eich: Träume – Regie: Peter Groeger (Hörspiel – Rundfunk der DDR)
- 1983: Eva Dessarre: Das Meer kehrt stets zurück (Frau) – Regie: Peter Groeger (Hörspiel – Rundfunk der DDR)
- 1986: Aleksandar Obrenović: Der süße Duft der Erneuerung (Reporterin) – Regie: Aleksandar Obrenović (Hörspiel – Rundfunk der DDR)
- 1992: Heinrich Traulsen: König und Besenbinder (Königin Käthe) – Regie: Peter Groeger (Kinderhörspiel – DS Kultur)
- 1995: Jürgen Ebertowski/Joy Markert: Esbeck und Mondrian (Vera) – Regie: Peter Groeger (Kriminalhörspiel – SFB)